# Docker
Docker е набор от PaaS продукти, използващи виртуализация на ниво операционна система (контейнеризация) и предоставящи софтуерни пакети, наречени контейнери. Контейнерите са изолирани един от друг и съдържат определен софтуер, библиотеки и конфигурационни файлове. Те могат да комуникират помежду си по строго дефинирани канали. Тъй като всички контейнери споделят сервизите на едно единствено OS ядро, те използват по-малко ресурси в сравнение с виртуалните машини.
Услугата е безплатна, но предлага и платена поддръжка. Софтуерът, който хоства контейнерите, се нарича Docker Engine. Проектът е започнат през 2013 г. и се разработва от Docker, Inc.